# Darren Lynn Bousman
Darren Lynn Bousman (* 11. ledna 1979) je americký filmový režisér a scenárista.
Narodil se v Overland Park v Kansasu Nancy a Lynnu Bousmanům. Je absolventem Full Sail University a Shawnee Mission North High School. V roce 2008 se zasnoubil s Laurou Bosserman a 2. ledna 2010 se s ní oženil.

## Režisérská filmografie
- Ninety
- The Barrens
- The Devil's Carnival
- 11-11-11
- Mother's Day
- Podstata strachu (TV seriál)
- Repo: Genetická opera!
- Saw 4
- Repo! The Genetic Opera
- Saw 3
- Saw 2
- Identity Lost
- Butterfly Dreams